# Habib Chartouni
Habib Tanious Chartouni (arab.: حبيب الشرتوني, ur. w 1958 r., w Alajh) – syryjski nacjonalista, pochodzący z libańskiej rodziny chrześcijańskiej, członek Syryjskiej Partii Socjalno-Narodowej. Na polecenie syryjskich służb wywiadowczych umieścił w siedzibie Kataeb w Al-Aszrafijji ładunek wybuchowy, który eksplodując 14 września 1982 r. zabił m.in. Beszira Dżemajela, prezydenta-elekta Libanu. Chartouni spędził osiem lat w libańskim więzieniu w Roumieh, z którego wydostał się w 1990 r., w trakcie walk wojsk syryjskich ze zwolennikami gen. Aouna. Dalsze jego losy nie są znane.